# Liste der Monuments historiques in Rurange-lès-Thionville
Die Liste der Monuments historiques in Rurange-lès-Thionville führt die Monuments historiques in der französischen Gemeinde Rurange-lès-Thionville auf.

## Liste der Objekte
| Bezeichnung | Beschreibung                          | Standort                       | Kennzeichnung | Schutzstatus | Datum | Bild |
| ----------- | ------------------------------------- | ------------------------------ | ------------- | ------------ | ----- | ---- |
| Kruzifix    | Holz, farbig gefasst, 18. Jahrhundert | in der Kirche St-Martin (Lage) | PM57000823    | Classé       | 1986  |      |